# Metschberg
Der Metschberg ist ein Berg im Berner Oberland in der Nähe des Hahnenmoospasses. Er ist mit einer Höhe von 1960 m ü. M. nur unwesentlich höher als der Hahnenmoospass selbst. Jedoch hat man vom Metschberg viele Wandermöglichkeiten und Aussicht auf den Wildstrubel.